# Orthotrichum pylaisii
Orthotrichum pylaisii là một loài Rêu trong họ Orthotrichaceae. Loài này được Brid. mô tả khoa học đầu tiên năm 1826.